# Emilio Esteban Infantes
Emilio Esteban Infantes y Martín (Tolède, 18 mai 1892 – Madrid, 6 septembre 1962), est un militaire espagnol ayant participé à la guerre civile espagnole et à la Seconde Guerre mondiale au sein de la Division Bleue.

## Décorations

### Décorations espagnoles
- Médaille militaire

### Décorations étrangères
- Chevalier de la Légion d'honneur (France, 1927)
- Chevalier de l'ordre de la Couronne d'Italie (1940)
- Croix de chevalier de la croix de fer (Allemagne, 1943)